# Furtum
Il furtum nel diritto romano, è il delitto di chi tenga nei confronti di una cosa, oggetto di un diritto reale altrui, un comportamento doloso contrario alla volontà del titolare, lesivo di tale diritto reale e tendente ad assicurarsi un lucro.

## Definizione
Tale è la definizione, famosissima, del giurista romano Paolo: "Furtum est contrectatio rei fraudolosa vel ipsius rei vel etiam usus eius possessionisve, quod lege naturali prohibitum est admittere". In effetti, grazie a tale definizione, rientrò nella categoria di furto l'uso non consentito della res da parte del creditore pignoratizio, del depositario, del comodatario (furtum usus).
Questa nozione è il frutto di una evoluzione secolare del concetto di furtum. Nel diritto romano più antico, la repressione del furtum era affidata alla vendetta del pater familias (o pater gentis nell'età più antica), il quale poteva uccidere o fare suo schiavo colui che lo avesse derubato.

## Tipologia
Le Leggi delle XII tavole introdussero la distinzione tra furtum manifestum e furtum nec manifestum.
Il furtum manifestum era il furto commesso dal ladro catturato dal derubato sul fatto. Qualora il ladro fosse un libero la pena consisteva nella fustigazione e nella addictio al derubato pronunciata dal magistrato, o, in caso di conciliazione, ad una pena pecuniaria. Qualora il ladro fosse un servo la pena era sempre capitale e comportava la fustigazione e la morte per caduta dalla rupe Tarpea.
Se il ladro avesse tentato di difendersi con le armi o avesse commesso il furto di notte, il derubato, invocata la testimonianza dei vicini, avrebbe potuto ucciderlo. In seguito si incominciò ad applicare l'actio furti manifesti, azione penale pretoria con cui il derubato perseguiva il quadruplo del valore della cosa rubata: direttamente contro il ladro se questi era sui iuris; contro l'avente potestà e in via nossale se il ladro era alieni iuris.

Nel caso di furtum nec manifestum, la pena era solo pecuniaria (il duplum rispetto al valore dell'oggetto del furtum) e fu perciò mantenuta dal pretore e perseguita con l'actio furti nec manifesti.

## Rimedi legali
Accanto all'actio furti, che mantenne sempre carattere penale, venne ammessa in funzione reipersecutoria la condictio ex causa furtiva (cui era però ammesso soltanto il proprietario della cosa rubata).
Ma perché si ammise tale condictio a favore del dominus se egli avrebbe avuto poi a disposizione la rei vindicatio per la restituzione della cosa? Secondo Gaio perché così i ladri potevano essere perseguiti con più azioni. Le due azioni erano alternative (o l'actio in rem o l'actio in personam: la prima preferibile se la cosa era reperibile, la seconda se il ladro fosse stato ancora persona solvibile o anche se egli avesse perduto il possesso della cosa o essa fosse perita).
Nel codice giustinianeo sono previste due specie di furto: il furto manifestum, punito in quadruplum e il furto nec manifestum punito in triplum.